# Elias Hoyek
Elias Hoyek (الياس بطرس الحويّك), est né le 26 décembre 1843 à Hilta (Liban) et mort le 24 décembre 1931 à Bkerké. Il fut le 72e patriarche d'Antioche de l'Église maronite de 1899 à 1931.
Il est reconnu comme le père du Liban moderne et par certains comme le fondateur de l'État libanais.  

## Éléments de biographie
- 1843 né à Hilta
- 1859 entre au séminaire de Ghazir
- 1866 est envoyé par le patriarche Boulos Massad à Rome pour poursuivre ses études au Collège maronite de Rome rattaché à la 'Propaganda Fide'.
- 1870 est ordonné prêtre le 5 juin, à Rome
- 1870 obtient son doctorat en théologie le 9 août et rentre au Liban
- 1872 est désigné secrétaire du patriarche Massad à Bkerké
- 1889 est sacré évêque le 14 décembre, archevêque d'honneur de Araka et vicaire patriarcal
- 1892 est envoyé par le patriarche à Constantinople et le sultan le reçoit avec les honneurs dus
- 1895 fonde la congrégation des Sœurs Maronites de la Sainte-Famille avec mère Rosalie Nasr et sœur Stéphanie Kardouche à Jbeil
- 1897 prend la direction du Collège maronite de Rome à la demande du pape Léon XIII.
- 1899 est élu Patriarche le 7 décembre
- 1908 inaugure le sanctuaire Notre-Dame du Liban à Harissa le 3 mai
- 1919 représente le Liban à la Société des Nations et réclame l'indépendance du Liban
- 1920 en sa présence, le général Gouraud déclare l'État du Grand Liban le 1er septembre
- 1931 fait paraître sa lettre apostolique L'Amour de la patrie
- 1931 décède le 24 décembre, la veille de Noël.

Voir Jad Hatem, Mysticisme et christologie, Paris, Éd. du Cygne, 2014, ch. IV